# Árgyelán János (politikus)
Árgyelán János (Szentes, 1976. július 12. –) angol és orosz nyelvtanár, szakfordító, villanyszerelő, politikus, a Mi Hazánk Mozgalom operatív igazgatója, a Külügyi és EU Kabinet elnöke, Fejér vármegyei elnöke, Fejér vármegye Közgyűlésének tagja 2010 óta.

## Iskolák, család, foglalkozás
Nagymágocson végezte általános iskolai tanulmányait. 1994-ben érettségizett a szentesi Horváth Mihály Gimnáziumban, majd a József Attila Tudományegyetemen (később Szegedi Tudományegyetem) szerzett angol és orosz szakos diplomát. Posztgraduális képzésben szakfordítói képesítést szerzett a székesfehérvári Kodolányi János Főiskolán.
Angol nyelvet tanított középiskolákban és nyelviskoláknál is, később saját vállalkozásban. Gazdasági és társadalomtudományi szakfordítást oktatott a Kodolányi János Főiskolán 2009 és 2013 között. 2015-től 2018-ig főállásban regionális igazgató a Jobbik Magyarországért Mozgalomnál. 2018-ban kilépett a Jobbikból, és jelen volt a Mi Hazánk Mozgalom megalapításánál, amelynek 2020-ig a pártigazgatója volt, jelenleg a Mi Hazánk Mozgalom operatív igazgatója.

## Politikai pályája és eredményei
2008-ban lépett be a Jobbik Székesfehérvári Alapszervezetébe, és 2009-től a párt Fejér megyei elnöke lett. 2010-ben Fejér megye 6. választókerületében 22,44%-os eredményt ért el. 2014-ben Fejér megye 5. választókerületében az egyéniben leadott szavazatok 29,61%-át, 2018-ban 32,15%-át szerezte meg. 2010-ben és 2014-ben között Jobbik listavezetőjeként került be a Fejér Megyei Közgyűlésbe, 2019-től pedig a Mi Hazánk képviselőjeként szerzett mandátumot, szintén listavezetőként.
2015 és 2020 között a Régiók Európai Bizottságának a tagja.
A Mi Hazánk operatív igazgatójaként a szervezeten belüli belső képzéseket, kampányfelkészítéseket vezeti, a párt adminisztrációját és szervezetek működését segíti és felügyeli, emellett a nemzetközi kapcsolatokat építi. 2023 februárjában Gunnar Lindemann német AfD-s önkormányzati képviselő kampányát segítette, aki egyéni győzelmet szerzett Berlin Marzahn-Hellersdorf 1-es választókerületében. 2023 márciusában a bolgár Újjászületés párt kampányában is részt vett, amely során a párt 13,58%-os eredménnyel 37 képviselőt juttatott a bolgár törvényhozásba.
A Mi Hazánk Mozgalom 2024-es EP-listáján ötödik helyen szerepel.